# Mikoyan-Gourevitch MiG-31
Mikoyan-Gourevitch MiG-31 (code OTAN : « Foxhound ») est un intercepteur d'origine soviétique (actuellement russe). Il est dérivé du célèbre MiG-25 Foxbat, dont il conserve l'allure générale et les performances élevées, mais en diffère notamment par la présence d'un second membre d'équipage et d'un radar à capacité « look-down shoot-down » (détection et tir sur des cibles volant à une altitude inférieure).

## Conception
À la fin des années 1960, devant l'apparition aux États-Unis de chasseurs de nouvelle génération et la situation alarmante dans laquelle se trouvaient les forces aériennes soviétiques (VVS), le gouvernement lança plusieurs programmes, dont ceux du Su-27 Flanker, du MiG-29 Fulcrum et du MiG-31.
Le bureau d'études Mikoyan-Gourevitch commença les travaux du MiG-31 en 1967, à partir d'un avion destiné aux études sur le MiG-25 : le E-155M (« E » pour « Experimentalnyi », expérimental). Le Foxhound était construit à Nijni Novgorod. Initialement, l'avion portait le nom de MiG-25MP (projet 83 au sein de l'OKB MiG). Il était destiné à l'interception de tous types de cibles (chasseurs, bombardiers et missiles de croisière) à haute et basse altitude. Il reçut des turboréacteurs D-30F, version modernisée du Soloviev D-30 qui équipait le Tu-134. Le prototype, désigné E-155M, fit son premier vol en septembre 1975 et fut suivi par 8 avions de préproduction, dont le second, équipé de son radar, vola en 1976. En 1987, plus de 150 appareils étaient en service, répartis de la zone d'Arkhangelsk jusqu'à l'Extrême-Orient soviétique.
Les MiG-31 russes devraient rester en service « au-moins jusqu'en 2028 », voire 5 ou 10 ans supplémentaires, si l'on en croit les propos prononcés le 30 août 2013 par le chef de la force aérienne, le général Viktor Bondarev. Il affirma que les Russes étaient « satisfaits de cet avion, qu'il remplissait ses fonctions à merveille », ajoutant que les missiles à longue portée de la prochaine génération étant alors en cours de développement et que de nouvelles fonctions d'interception pourraient être attribuées à de nouveaux exemplaires de l'appareil (dont la production est arrêtée depuis 1994).
À l'époque de ces déclarations, la force aérienne russe et l'aviation navale russe disposaient de 121 MiG-31 en service, et beaucoup plus en réserve (sur un total de production d'environ 500 appareils). En 2013, une série de recherches menée par le parlement russe révéla qu'« un certain nombre » de MiG-31 stockés en réserve pouvaient être remis en état de vol et retourner au service opérationnel, tandis qu'une relance de la production pourrait être effectuée à Sokol, pour un coût de 25 milliards de roubles (environ 800 millions de dollars). Bien qu'aucun nouvel avion n'ait été produit depuis plus de dix ans, la Russie disposait encore de nombreuses structures partiellement achevées, qui furent terminées pour la livraison au Kazakhstan. Huit autres structures incomplètes sont disponibles, qui étaient initialement réservées à la Syrie mais dont la livraison a été annulée par les Russes.

## Caractéristiques

### Structure et propulsion
Le MiG-31 est un avion biplace, avec la présence d'un opérateur radar pour assister le pilote dans sa mission. Le train d'atterrissage principal comporte deux roues en tandem, légèrement décalées. Ses turboréacteurs, à double flux et dotés de postcombustion, produisent une poussée de 15 500 kgp.
Le MiG-31 « Foxhound » est le premier avion de combat au monde à utiliser le radar à réseau phasé Zaslon. La taille et la sophistication de ce système radar confèrent aux chasseurs russes une meilleure connaissance de la situation par rapport aux autres avions de combat. Le Foxhound est également le chasseur le plus lourd du monde, pesant 10 000 kg de plus que le F-22 américain. Un MiG-31 peut tirer des missiles air-air Vympel R-37M à des centaines de kilomètres de profondeur sur le territoire ukrainien tout en survolant en toute sécurité l'espace aérien russe, laissant les forces de Kiev impuissantes.
C'est un avion de quatrième génération ressemblant au MiG-25, dont il diffère cependant sur plusieurs points :
- les becs de bord d'attaque sont constitués de quatre sections ;
- l'aile possède une plus grande épaisseur à son emplanture et est également dotée d'apex ;
- le Foxhound est un des premiers chasseurs soviétiques possédant une perche de ravitaillement en vol dans le côté droit de l'avant du fuselage ;
- pour une meilleure résistance aux hautes vitesses supersoniques, la voilure a été dotée d'un troisième longeron ;
- déplacement des aérofreins vers le dessous des entrées d'air des turboréacteurs ;
- la roulette de nez se replie vers l'arrière et comporte deux pneus à basse pression, mieux adaptés à un emploi sur un terrain peu préparé ;
- structure renforcée ;
- utilisation de nouveaux matériaux mieux adaptés aux vitesses avoisinant Mach 3[6].

### Avionique
Le MiG-31, qui est appelé à défendre l'espace aérien au-dessus de zones telles que la Sibérie, où il n'existe que peu de radars au sol, doit faire preuve d'une totale indépendance vis-à-vis des infrastructures au sol et doit offrir une résistance accrue aux conditions de guerre électronique.
Pour cela, il est le premier avion de chasse au monde à avoir adopté un radar à balayage électronique, en l'occurrence le SBI-16 Zaslon, capable de détecter dix cibles et d'en engager quatre en même temps. L'antenne du Zaslon, désignée par l'OTAN « Flashdance », surveille l'espace compris entre ±70° en azimut et +70°/-60° en site. Une patrouille de quatre avions peut interconnecter ses radars pour surveiller une zone de 560 km de large, le leader de la patrouille pouvant assigner une cible à chaque équipier. Enfin, le MiG-31 peut être dirigé automatiquement vers sa cible depuis une station au sol ou un avion de type AWACS.
Le MiG-31 possède également un détecteur infrarouge rétractable. Le système de navigation installé à bord ainsi que la perche de ravitaillement en vol permirent par exemple à un Foxhound d'effectuer un vol d'essai Mourmansk - pôle Nord - Tchoukotka de plus de 8 000 km, accompli en 8 h 49 min.

### Armement

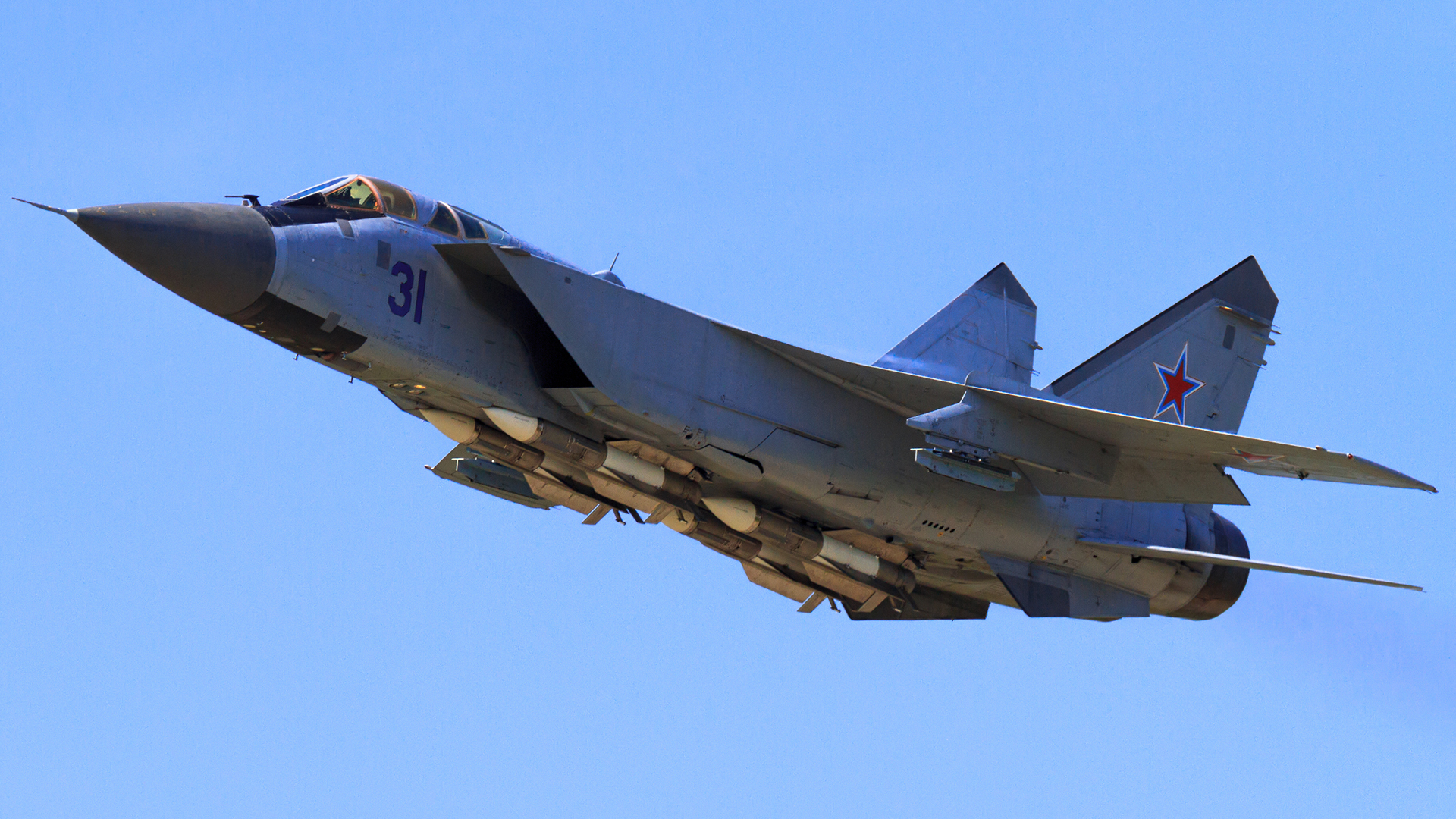
Équipé de R-33.

Le MiG-31, en tant qu'intercepteur pur, peut emporter de nombreux missiles air-air : R-33 à guidage radar semi-actif, R-37 à longue portée, R-60 à auto-directeur infrarouge, R-40R semi-actifs et R-40T infrarouges. Ils peuvent être semi-encastrés sous le fuselage, afin de diminuer la traînée produite à grande vitesse, et/ou emportés sous des pylônes sous les ailes.
L'avion possède également un canon rotatif à six tubes GSh-6-23 de 23 × 115 mm, pouvant tirer à une cadence de 10 000 coups/min et approvisionné de 260 obus.

## Accidents
Le 26 avril 2017, le ministère russe de la Défense annonça qu’un avion MiG-31 s’était écrasé près du terrain d’essai de Telemba (République de Bouriatie, Sibérie orientale) lors d’une mission d’entraînement et que son équipage avait pu s’éjecter. Les raisons de cet accident ne furent par la suite jamais rendues publiques. Du moins était-ce vrai jusqu’aux révélations faites par l’organisation indépendante « Baza », sur la base d’un rapport relatif à la perte de cet appareil.
Ainsi, à en croire le document cité par Baza, ce MiG-31 aurait été abattu par son ailier, lors d’une mission devant se terminer par le tir d’un missile air-air Vympel R-33.
Le 16 avril 2020, Un MiG-31 D3 biplace de la force aérienne kazakhe s'écrase dans l’oblys de Karaganda, l'équipage s'est éjecté.
Les 15 et 16 mai 2024, l’Ukraine a mené des attaques contre l’aérodrome de Belbek en Crimée. La destruction de trois avions MiG-31 et d’un entrepôt contenant du carburant et des lubrifiants a été signalée.

## Versions

### MiG-31 (izdeliye 01)
Version initiale avec le système de contrôle de tir Zaslon et les missiles R-33; ensemble, ils sont désignés comme le système d'interception MiG-31-33,.

### MiG-31B
Version dotée d'une évolution du Zaslon, le Zaslon-A, et d'un système de navigation amélioré. Également équipée d'une liaison de données dotée de nouveaux modes, elle a été construite à environ 162 unités, depuis converties en MiG-31BM.

### MiG-31BS (izdeliye 01BS)
Similaire au MiG-31B, mais elle a été améliorée à partir du MiG-31 ou du MiG-31DZ par l'usine Sokol. Les mises à niveau se sont poursuivies dans les années 2000,.

### MiG-31D
Deux exemplaires de cette version spécialisée ont été produits en 1987. Destinés à la lutte antisatellite, ils semblent avoir été la réponse contemporaine du programme ASAT américain, visant à équiper de missiles antisatellites des F-15 spécialement modifiés. Ces deux avions étaient dotés d'extrémités d'ailes triangulaires en forme de « patte d'oie », identiques à celles déjà présentes sur certains prototypes du MiG-25, et destinées à améliorer la stabilité de l'avion à haute altitude pour le lancement des missiles. Un seul missile, de taille imposante, était fixé sous le fuselage, et un radar spécial orienté vers le haut était installé dans l'avion.

### MiG-31E
Version d'exportation, dont les capacités d'engagement en coopération ont été améliorées et pouvant communiquer par liaison de données avec trois autres appareils. Le MiG-31E est destiné à l'interception et à la destruction de cibles aériennes volant à des altitudes comprises entre 50  et   28 000 m, dans le secteur avant ou arrière, et sous tous types de conditions météo, de jour comme de nuit. Ces cibles, même si elles manœuvrent, peuvent être détruites dans un environnement de contre-mesures actives ou passives sévères. Présentée au salon de Berlin de 1992, elle n'a été construite qu'à un seul exemplaire.

### MiG-31F
« F » pour « frontovy », signifiant « front » mais à entendre comme « tactique ». Au salon du Bourget de 1995, le bureau présenta cette version multirôle du MiG-31B, équipée pour l'occasion d'armements air-surface destinés à l'attaque au sol, et particulièrement les missions chargées de la suppression des défenses aériennes de l'ennemi (acronyme SEAD en anglais).

### MiG-31M
En 1984, le bureau d'études MiG démarra une profonde modification du MiG-31. Extérieurement, l'appareil, désigné MiG-31M, se différenciait peu de la version de base. La verrière du pilote était faite d'une seule pièce, alors que les vitres latérales de l'opérateur étaient plus petites. La surface des apex avait été augmentée. À la place de l'ancien viseur infrarouge était installé un capteur optronique avec détecteur infrarouge et télémètre laser à l'avant du pare-brise. L'avionique était également améliorée, avec l'installation de la version modernisée du Zaslon, le Zaslon-M, qui peut détecter 24 cibles et en engager 6 en même temps à une distance de plus de 300 km. Son armement était élargi, avec l'adoption des missiles R-33S et R-37, alors que le canon interne avait été supprimé, étant jugé peu utile sur un avion d'interception à longue distance. Le premier MiG-31M effectua son premier vol le 21 décembre 1985, six autres prototypes de cette version furent construits. Cependant, la chute de l'URSS et les réductions de budget militaire firent que le MiG-31M n'entra jamais en service.

### MiG-31BM
En 1997, en raison de restrictions budgétaires, et de l'impossibilité pour l'armée de l'air russe d'acheter des MiG-31M, on décida de transformer les MiG-31B déjà existants en MiG-31BM avec des améliorations, entre autres, de l'habitacle (apparition de nouveaux écrans et d'un affichage tête haute) ainsi que d'un ordinateur plus puissant. Opérationnel depuis 2011, ce programme de modernisation s'est terminé en mai 2014. L'une des différences majeures entre le BM et ses prédécesseurs est la capacité de son radar à également engager des cibles au sol. Ce radar lui permet également de suivre simultanément 24 cibles,. La dernière modernisation en cours (prévue jusqu'à la fin 2018 pour une cinquantaine d'avions) a permis, entre autres, d'atteindre la vitesse maximale de 3 400 km/h (grâce au nouveau vitrage à haut point de fusion de la verrière) et la distance d'engagement des cibles de 280 km pour des cibles spatiales, aériennes ou de surface.

### MiG-31BSM (désignation non officielle)
Similaire au MiG-31BM, mais améliorée par rapport au MiG-31BS.

### MiG-31S
Cette version est un dérivé commercial du MiG-31, destinée à lancer de petits satellites grâce au missile Micron, fabriqué par OKB Fakel et, capable de placer une charge utile de 100 kg sur une orbite à 200 km d'altitude ou 70 kg à une altitude de 500 km. Cet avion est également capable de lancer le planeur suborbital propulsé par fusée d'Aerospace Rally System, pour l'entraînement des astronautes, les recherches en haute atmosphère ou le tourisme spatial. En date de février 2022, il n'a jamais été utilisé.

### MiG-31K

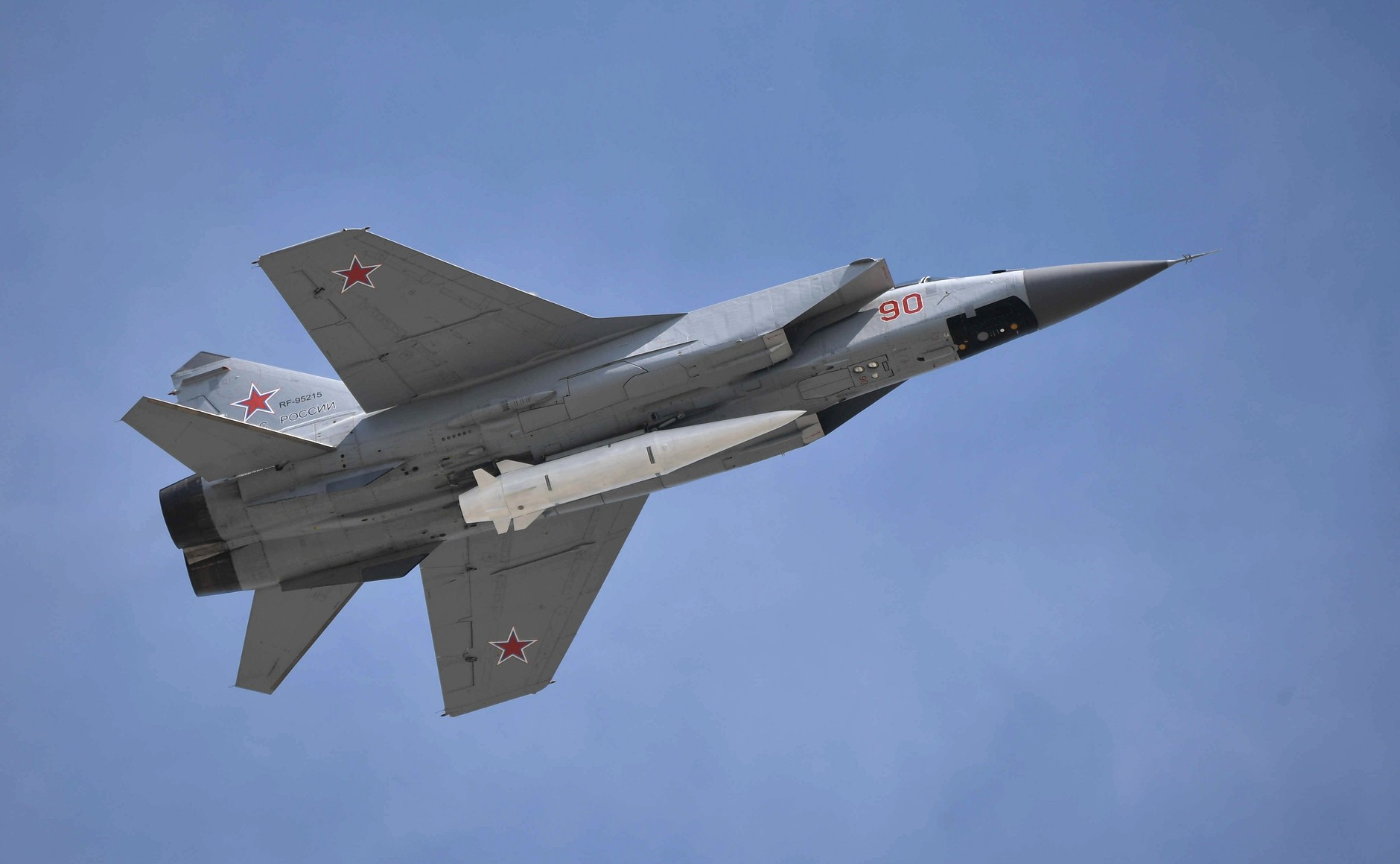
Un MiG-31 portant un missile Kinjal.

C'est une variante modifiée du MiG-31BM capable de transporter le missile hypersonique Kinjal. Dix avions ont été modifiés en mai 2018. Avec cette modification et avec le retrait des groupes auxiliaires de puissance (APU) pour les missiles air-air, l'avion a désormais, uniquement, un rôle d'avion d’attaque.

## Utilisateurs
L'armée de l'air russe et celle du Kazakhstan sont actuellement les seules utilisatrices du MiG-31 :
- Russie : en 2013, la force aérienne russe disposait de 121 MiG-31 en service ; en 2018 ce sont 150 appareils en service. En 2023 les estimations sont aux alentours des 130-140 appareils en service dues à de nombreuses pertes entre 2022 et 2023 pour des causes techniques sans que celles-ci ne soient pleinement détaillées. En 2025, l'aviation naval russe en aligne 18 (9 MiG-31B/BS et 9 MiG-31BM) et l'armée de l'Air 126 (102 MiG-31BM et 24 MiG-31K)[16].
- Kazakhstan : 30 appareils, livrés après la chute du bloc soviétique[11]. Certains de ces appareils sont encore en service. Ils ont été assemblés à partir de structures inachevées disponibles en Russie ;
- Syrie : en 2007, la Syrie signe un contrat portant sur la livraison d'une dizaine de MiG-31E neufs[17].

### Développement lié
- Mikoyan-Gourevitch MiG-25

### Aéronefs comparables
- Soukhoï Su-27 Flanker
- McDonnell Douglas F-15 Eagle
- Panavia Tornado ADV

### Ordre de désignation
MiG-15 - MiG-17 - MiG-19 - MiG-21 - MiG-23 - MiG-25 - MiG-27 - MiG-29 - MiG-31 - MiG-35

### Sources
- (ru) « Avions supersoniques du monde », par Valeri Bagratinov.